# Pardosa aquatilis
Pardosa aquatilis là một loài nhện trong họ Lycosidae.
Loài này thuộc chi Pardosa. Pardosa aquatilis được Joachim Schmidt & Otto Krause miêu tả năm 1995.